# Indulata Sukla
Indulata L. Sukla (in oriya ଇନ୍ଦୁଲତା ଶୁକ୍ଳ; Baripada, 7 marzo 1944 – Cuttack, 30 giugno 2022) è stata una matematica indiana.

## Biografia
Indulata Sukla nacque il 7 marzo del 1944 a Baripada, nel Mayurbhanj. Conseguì una laurea in matematica con lode al M.P.C. College della sua città. Grazie ad una borsa di studio, entrò all'università di Jabalpur dove conseguì anche un dottorato di ricerca. Dopodiché insegnò dal 1970 al 2004 come docente all'Università di Sambalpur presso l'Istituto di Scienze Matematiche.
La sua ricerca si concentrò sulla teoria dei numeri, la crittografia e l'analisi. Lavorò, insieme al matematico britannico Brian Kuttner, sulla Serie di Fourier.
Membro dell'American Mathematical Society e dell'Indian Mathematical Society, ricevette nel 2015 il Premio d'eccellenza per tutti i suoi successi dall'Associazione Matematica di Orissa.
Morì a Cuttack il 30 giugno del 2022.